# Myxopapilární ependymom
Myxopapilární ependymom je benigní nádor mozku, který se vyskytuje na ependymu a je jedním z typů gliomů. Vyskytuje se zpavidla u dětí, a to v conus medullaris a ve filum terminale. 

## Příznaky
Nejčastějším příznakem je bolest hlavy, zvracení, poruchy zraku, plantární reflex, sekundární ospalost a změna chůze. 